# 王平
王 平（おう へい）は、中国後漢末期から三国時代の蜀漢にかけての軍人。字は子均。一時期、母方の姓を用いて何平と名乗ったこともある。益州巴西郡宕渠県（現在の四川省達州市）の人。曹操に降伏した異民族の板循蛮の族長たちに従っていたことから、板循蛮の出身といわれる。子は王訓（嫡子）。

## 略歴
もと母方の何氏に養育されていたが、後に王姓へ戻った。曹操が漢中に侵攻して張魯を降した際、張魯に帰順していた異民族の指導者であり杜濩・朴胡も曹操に帰順し巴西郡太守、巴東郡太守に任命されていた、王平は彼らに伴い洛陽に赴き校尉の位を与えられていたが、建安24年（219年）の定軍山の戦いを含んだ一連の漢中攻防戦の際に劉備軍へ降り、牙門将・裨将軍に任命された。以降、蜀漢に仕えることとなった。
諸葛亮の北伐にも従軍し戦功を挙げた。特に王平の名を高めたのは街亭の戦いで、王平は諸葛亮から馬謖軍の先鋒を命じられ、馬謖が山上に布陣しようとするのを何度も諌めた。しかし馬謖が王平の諌言を聞き入れなかったため、結果として魏軍に大敗を喫した。しかし、王平が指揮を執る部隊1,000が踏み留まって陣太鼓を打ち鳴らし踏み堪えたため、魏軍の指揮を執っていた張郃は伏兵の存在を疑って近づこうとはしなかった。敵が追撃の手を緩めたところで、彼は徐々に諸営の残留兵を収容し、将兵をまとめて帰還した。これにより蜀軍は全滅を免れる事ができた。馬謖及びその配下の武将がいずれも軍令違反で処罰されたが、王平だけはこの時の功績により特別に敬意が払われた。参軍・討寇将軍の地位を与えられ、五部の兵を統率する事を許可されると共に、亭侯に封じられている。
建興9年（231年）、諸葛亮が祁山に出陣した際、王平は別働隊の指揮を執り山の南を守備した。この時、司馬懿が諸葛亮の軍を、張郃が王平の軍を攻撃したが、王平は堅守して張郃軍を撃退している（祁山の戦い）。
建興12年（234年）、諸葛亮が五丈原で魏軍と対陣中に没すると、楊儀は諸葛亮の遺言に従い全軍撤退を命じた。ところが、かねてから楊儀と不仲であった魏延が撤退命令に従わず、楊儀討伐の兵を挙げるという事態が起きてしまった。この時、王平は楊儀の先鋒となり、魏延配下の兵士に向かって「公（諸葛亮）が亡くなり、その身もまだ冷たくならぬ内に、お前達はなぜこのような事をしようとするのか」と一喝した（『蜀書』魏延伝）。魏延の兵士たちがこれを聴くと、魏延を見捨てて逃げ去ったため、楊儀は難なく魏延を討ち取ることに成功した。陳寿はこの時の戦いを「一戦して（魏延を）破りこれを平らげたのは、王平の功績である」と、称賛している。
撤退後は後典軍・安漢将軍に昇進し、呉懿の副将として漢中に駐屯した。また、漢中太守を兼任した。建興15年（237年）に呉懿が死去すると、後任として漢中方面の守備を任され、安漢侯に封じられた。その後も、前監軍・鎮北大将軍に昇進し、漢中の軍事・行政を一任された。同時期に「四鎮将軍」の地位にある者として、鎮西大将軍の姜維、鎮南大将軍の馬忠がおり、この三人がこの時期の蜀漢の軍事を主導した。
延熙7年（244年）、魏の曹爽が歩兵・騎兵あわせて10万余りの指揮を執って漢水まで攻め寄せ、先鋒隊が駱谷に侵攻してきた。そのとき、漢中の守備兵が三万に満たなかったため、諸将は恐れ慄いた。ある者が、漢中を捨て後退し、漢城・楽城を固守して本隊の援助を待つべきだと主張した。しかし王平は、漢中を取られることの危険性を考慮してこの意見を退け、前進して隘路で敵軍の足止めを行ない、救援を待つことにした。王平は、劉敏と杜祺を派遣して興勢山に立て篭もらせ、自らは黄金谷より敵が兵を進めて来たときのために、後方での備えにあたった。王平は、費禕の援軍が到着するまで抵抗を続け、撃退することに成功した（興勢の役）。
このころ鄧芝と馬忠がそれぞれ蜀の東と南を防備していたが、王平の名声は彼らと並び称されるほどであった。また『華陽国志』によると、同郡出身の句扶や後任の大将軍である張翼・廖化と並んで、賞賛されていたとある。
延熙11年（248年）に病死し、嫡子が後を継いだ。

## 評価

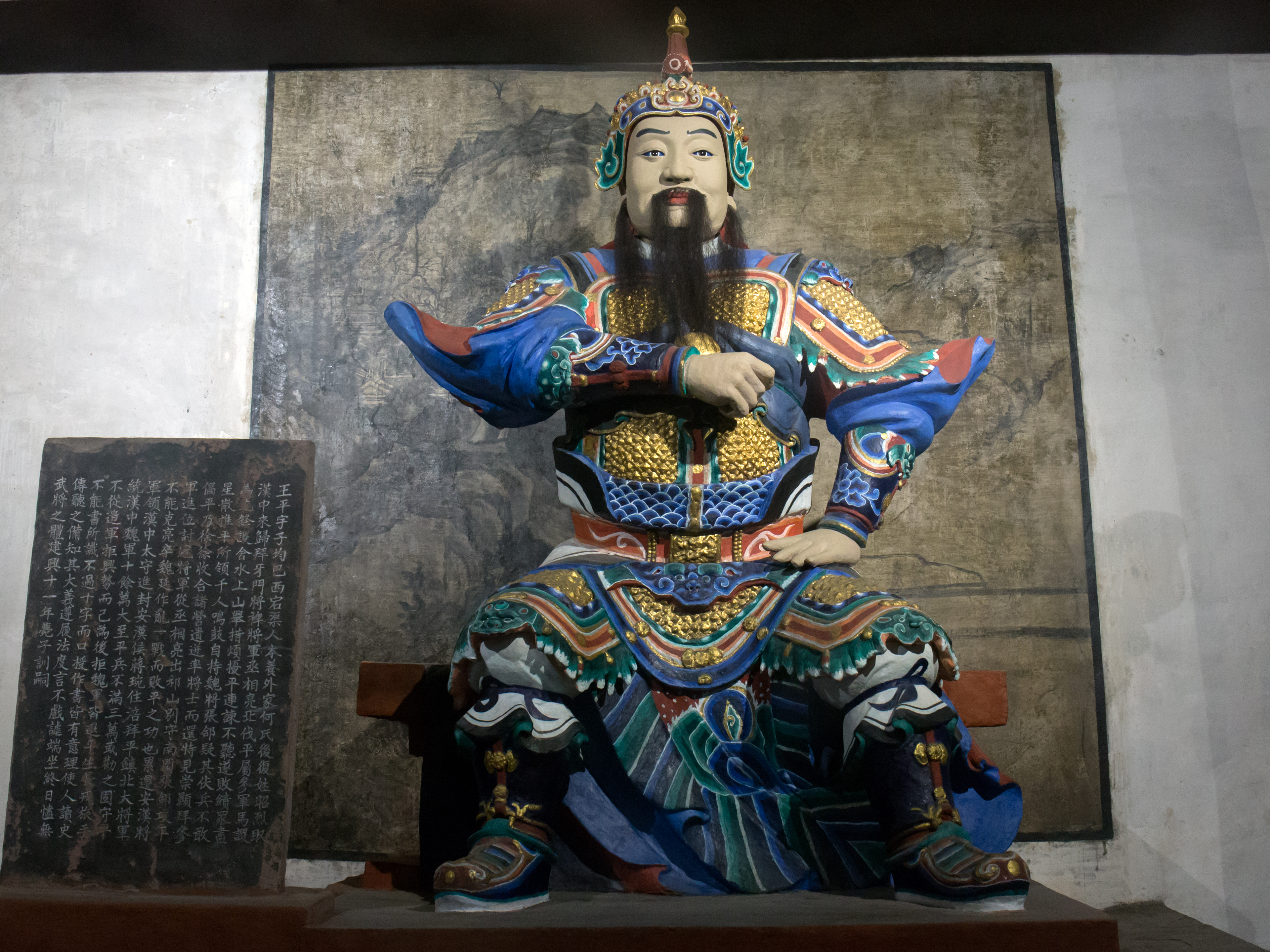
成都武侯祠の王平塑像

陳寿は、王平伝で「長らく軍旅にあったため文章が書けず、知っている字は10字に満たなかったが、口述筆記させた文章は道理に適っていた。『史記』・『漢書』を人に読んでもらいその大略を掴み、論じては要旨を捉えていた。法律を忠実に履行し、戯言を口にせず、終日端座するという武将らしからぬ様子であった。然しながら性格が偏狭で疑い深く、軽はずみな人柄であったため、それが欠点となっていた。（中略）忠勇にして厳整な人物であった」と評する。
南充市高坪区に墓所が残る。清の光緒年間に墓碑が建てられ「漢将軍王平之墓」と記された。地級文物保護単位。

## 三国志演義において
小説『三国志演義』では、漢中攻防戦に際して、漢中の地理に詳しいということで曹操から嚮導使に任命されるも、徐晃と仲違いし殺されかけたため劉備に降り、以後蜀の武将として仕えたことになっている。また南蛮戦（南征）でも活躍している。諸葛亮は臨終の時、忠義の士として廖化や馬岱らとともに王平の名前も挙げている。